# Летње олимпијске игре 2008.
XXIX Летње олимпијске игре - Пекинг 2008 одржале су се од 8. августа до 24. августа 2008. у Пекингу. Игре су отворене 8. августа 2008. у 8 сати и 8 минута навече на Олимпијском стадиону у Пекингу. Неки спортови су се одржали у другим градовима, фудбалски турнир се одржао у Шангају, Шенјангу, Ћинхуангдау и Тјенцину. Коњички спортови су се одржали у Хонгконгу, а једрење у Ћингдау.
Одлука да се олимпијске игре 2008. одрже у Пекингу донета је 13. августа 2001. Пекинг је победио кандидатуре Торонта, Паризa, Истанбулa и Осаке. Пекинг је освојио 56 гласова, а другопласирани Торонто 22 гласа. Званични лого игара је „Разиграни Пекинг“, А маскоте игара су пет Фуве, од којих свака представља једну боју олимпијских кругова. Олимпијски слоган, Један свет, један сан позива свет да се уједини у духу олимпизма.
На овим Олимпијским играма такмичило се око 11.200 спортиста у 302 такмичења у 28 спортова из 204 савеза који су чланови Међународног олимпијског комитета. укључујући дебитанте Маршалска Острва, Тувалу и Црну Гору.

## Избор домаћина Игара
| Избор за домаћинство Олимпијских игара 2008. | Избор за домаћинство Олимпијских игара 2008. | Избор за домаћинство Олимпијских игара 2008. | Избор за домаћинство Олимпијских игара 2008. |
| -------------------------------------------- | -------------------------------------------- | -------------------------------------------- | -------------------------------------------- |
| Град                                         | Држава                                       | Први круг                                    | Други круг                                   |
| Пекинг                                       | Кина                                         | 44                                           | 56                                           |
| Торонто                                      | Канада                                       | 20                                           | 22                                           |
| Париз                                        | Француска                                    | 15                                           | 18                                           |
| Истанбул                                     | Турска                                       | 17                                           | 9                                            |
| Осака                                        | Јапан                                        | 6                                            | —                                            |

Пекинг је изабран за домаћина игара 13. јула 2001. током 112. заседања МОК-а у Москви, победивши Торонто, Париз, Истанбул и Осаку. Пре тог заседања пет других градова (Бангкок, Каиро, Хавана, Куала Лумпур и Севиља) су поднели кандидатуре, али нису успели да уђу у ужи избор 2000. После првог круга гласања, Пекинг је имао значајно вођство испред 4 преостала кандидата. У другом кругу Пекинг је скупио више гласова него сви остали кандидати заједно.

## Најзначајнији догађаји
- Спортисти из Брунеја су дисквалификовани са Олимпијских игара пошто је њихов национални олимпијски комитет заборавио да поднесе пријаву.

### Мушкарци
- Амерички пливач Мајкл Фелпс освојио је 8 златних медаља чиме је са укупно 14 олимпијских златних медаља престигао Ларису Латињину, Марка Спица, Пава Нурмија и Карла Луиса по броју освојених златних медаља. Такође је са 8 златних медаља оборио Спицов рекорд постављен 1972. на Играма у Минхену.
- Јужнокорејски стрелац Ким Јонг Су је био позитиван на допинг тесту на забрањену супстанцу пропранолол, па су му одузете сребрна медаља у дисциплини 50 м малокалибарски пиштољ и бронзана медаља у дисциплини 10 м ваздушни пиштољ.
- Јамајчански спринтер Јусејн Болт је поставио нове светске рекорде у тркама на 100 м и 200 м који износи 9,69 с, односно 19,3 с.
- Шведском рвачу грчко-римским стилом Ари Абрахамијану МОК је одузео бронзану медаљу пошто ју је Абрахамијан бацио на под незадовољан због пораза у полуфиналу против Италијана Андреа Мингузија. Абрахамијан је изјавио да није заслужио да изгубио и да је Светска рвачка организација корумпирана.[2]

### Жене
- Зимбабвеанска пливачица Кирсти Ковентри је освојила златну медаљу (200 м леђно) и три сребрне медаље (100 м леђно, 200 м мешовито и 400 м мешовито).
- Русија је узела све три медаље у конкуренцији тенисерки. Медаље су освојиле Јелена Дементјева, Динара Сафина и Вера Звонарјова.
- Британска Ребека Ромеро освојила је златну медаљу у бициклизму, а на претходним играма у Атини узела сребрну медаљу у веслању.
- Украјинска атлетичарка Људмила Блонска, која је освојила сребрну медаљу у седмобоју, била је позитивна на анаболички стероид. MOK је одмах одузео медаљу и доделио је трећепласираној Американки Хајлијас Фаунтејн, док је бронза припала Рускињи Татјани Чемовој која је такмичење завршила на 4. месту.

## Припреме за игре

### Дворане
До 27. маја 2007. почела је изградња на сва 31 борилишта у Пекингу. Кинеска влада инвестирала је реновирање и изградњу 6 борилишта изван Пекинга, као и 51 тренинг-центра. Највећа архитектонска дела били су Национални стадион, Национални затворени стадион, Национални пливачки центар, Конгресна дворана Олимпик грин и Културни и спортски центар Вукесонг. Скоро 85% буџета за изградњу шест највећих спортских здања (2,1 милијарди $, 17,8 милијарди јуана) је издвојено из корпорацијских понуда и тендера. Инвестиције се очекују од предузећа која потражују власништво над објектима након Олимпијских игара 2008. Неким спортским борилиштима ће управљати Генерална државна спортска агенција која ће их користити као простор за одвијање најзначајнијих националних такмичења. Олимпијске игре у Пекингу су званично најскупље игре у модерној историји са трошковима од 40,9 милијарди долара утрошених између 2001. и 2007. на инфраструктуру, енергетику, превоз и снабдевање водом.

## Спортови
Програм је био сличан као и у Атини 2004. Такмичари су се такмичили у 28 спортова, одржана су 302 такмичења (165 мушких, 127 женских и 10 мешовитих).
9 нових дисциплина је додато програму ових Олимпијских игара, две у бициклизму (BMX у обе конкуренције). Жене су се по први пут такмичиле у трци на 3.000 м препреке (стипл). Пливачки маратон 10 км је додат и мушкарцима и женама. Парове у стоном тенису (мушкарци и жене) су заменила тимско такмичење.
Следећи спортови су учествовали на овим играма. Спортови у води су подељени на 4 појединачна спорта, скокови у воду, пливање, синхронизовано пливање и ватерполо. Број такмичења је приказан у загради.
| - Атлетика (47) - Бадминтон (5) - Бејзбол (1) - Бициклизам (18) - Бокс (11) - Водени спортови - Ватерполо (2) - Пливање (34) - Синхронизовано пливање (2) - Скокови у воду (8) - Веслање (14) |  | - Гимнастика - Гимнастика (14) - Ритмичка гимнастика (2) - Трамполина (2) - Дизање тегова (15) - Коњички спорт (6) - Једрење (11) - Кајак и кану (16) - Кошарка (2) - Мачевање (10) - Модерни петобој (2) - Одбојка (4) |  | - Рукомет (2) - Рвање (18) - Софтбол (1) - Стони тенис (4) - Стреличарство (4) - Стрељаштво (15) - Теквондо (8) - Тенис (4) - Триатлон (2) - Фудбал (2) - Хокеј на трави (2) - Џудо (14) |

### Распоред такмичења
Легенда таблице:
- зеленом бојом означене су  церемоније отварања и затварања ОИ,
- плавом бојом су означени дани  квалификација у појединим спортовима,
- жутом бојом су означени дани када се одржавају финална такмичења (број у пољу је број финалних такмичења тог дана),
- у последњој колони је укупан број такмичења у појединим спортовима.

| Распоред такмичења на Олимпијским играма 2008. | Распоред такмичења на Олимпијским играма 2008. | Распоред такмичења на Олимпијским играма 2008. | Распоред такмичења на Олимпијским играма 2008. | Распоред такмичења на Олимпијским играма 2008. | Распоред такмичења на Олимпијским играма 2008. | Распоред такмичења на Олимпијским играма 2008. | Распоред такмичења на Олимпијским играма 2008. | Распоред такмичења на Олимпијским играма 2008. | Распоред такмичења на Олимпијским играма 2008. | Распоред такмичења на Олимпијским играма 2008. | Распоред такмичења на Олимпијским играма 2008. | Распоред такмичења на Олимпијским играма 2008. | Распоред такмичења на Олимпијским играма 2008. | Распоред такмичења на Олимпијским играма 2008. | Распоред такмичења на Олимпијским играма 2008. | Распоред такмичења на Олимпијским играма 2008. | Распоред такмичења на Олимпијским играма 2008. | Распоред такмичења на Олимпијским играма 2008. | Распоред такмичења на Олимпијским играма 2008. | Распоред такмичења на Олимпијским играма 2008. |
|                                                | Сре                                            | Чет                                            | Пет                                            | Суб                                            | Нед                                            | Пон                                            | Уто                                            | Сре                                            | Чет                                            | Пет                                            | Суб                                            | Нед                                            | Пон                                            | Уто                                            | Сре                                            | Чет                                            | Пет                                            | Суб                                            | Нед                                            | U                                              |
| Август                                         | 06                                             | 07                                             | 08                                             | 09                                             | 10                                             | 11                                             | 12                                             | 13                                             | 14                                             | 15                                             | 16                                             | 17                                             | 18                                             | 19                                             | 20                                             | 21                                             | 22                                             | 23                                             | 24                                             | U                                              |
| ---------------------------------------------- | ---------------------------------------------- | ---------------------------------------------- | ---------------------------------------------- | ---------------------------------------------- | ---------------------------------------------- | ---------------------------------------------- | ---------------------------------------------- | ---------------------------------------------- | ---------------------------------------------- | ---------------------------------------------- | ---------------------------------------------- | ---------------------------------------------- | ---------------------------------------------- | ---------------------------------------------- | ---------------------------------------------- | ---------------------------------------------- | ---------------------------------------------- | ---------------------------------------------- | ---------------------------------------------- | ---------------------------------------------- |
| Отварање                                       |                                                |                                                |                                                |                                                |                                                |                                                |                                                |                                                |                                                |                                                |                                                |                                                |                                                |                                                |                                                |                                                |                                                |                                                |                                                |                                                |
| Атлетика                                       |                                                |                                                |                                                |                                                |                                                |                                                |                                                |                                                |                                                | 2                                              | 4                                              | 6                                              | 6                                              | 5                                              | 3                                              | 6                                              | 7                                              | 7                                              | 1                                              | 47                                             |
| Бадминтон                                      |                                                |                                                |                                                |                                                |                                                |                                                |                                                |                                                |                                                | 1                                              | 2                                              | 2                                              |                                                |                                                |                                                |                                                |                                                |                                                |                                                | 5                                              |
| Бејзбол                                        |                                                |                                                |                                                |                                                |                                                |                                                |                                                |                                                |                                                |                                                |                                                |                                                |                                                |                                                |                                                |                                                |                                                | 1                                              |                                                | 1                                              |
| Бициклизам                                     |                                                |                                                |                                                | 1                                              | 1                                              |                                                |                                                | 2                                              |                                                | 1                                              | 3                                              | 1                                              | 2                                              | 3                                              |                                                | 2                                              | 1                                              | 1                                              |                                                | 18                                             |
| Бокс                                           |                                                |                                                |                                                |                                                |                                                |                                                |                                                |                                                |                                                |                                                |                                                |                                                |                                                |                                                |                                                |                                                |                                                | 5                                              | 6                                              | 11                                             |
| Ватерполо 1                                    |                                                |                                                |                                                |                                                |                                                |                                                |                                                |                                                |                                                |                                                |                                                |                                                |                                                |                                                |                                                | 1                                              |                                                |                                                | 1                                              | 2                                              |
| Веслање                                        |                                                |                                                |                                                |                                                |                                                |                                                |                                                |                                                |                                                |                                                | 7                                              | 7                                              |                                                |                                                |                                                |                                                |                                                |                                                |                                                | 14                                             |
| Гимнастика 2                                   |                                                |                                                |                                                |                                                |                                                |                                                | 1                                              | 1                                              | 1                                              | 1                                              |                                                | 4                                              | 4                                              | 4                                              |                                                |                                                |                                                | 1                                              | 1                                              | 18                                             |
| Дизање тегова                                  |                                                |                                                |                                                | 1                                              | 2                                              | 2                                              | 2                                              | 2                                              |                                                | 2                                              | 1                                              | 1                                              | 1                                              | 1                                              |                                                |                                                |                                                |                                                |                                                | 15                                             |
| Једрење                                        |                                                |                                                |                                                |                                                |                                                |                                                |                                                |                                                |                                                |                                                | 2                                              | 1                                              | 2                                              | 2                                              | 2                                              | 2                                              |                                                |                                                |                                                | 11                                             |
| Кајак и кану                                   |                                                |                                                |                                                |                                                |                                                |                                                | 2                                              |                                                | 2                                              |                                                |                                                |                                                |                                                |                                                |                                                |                                                | 6                                              | 6                                              |                                                | 16                                             |
| Коњички спорт                                  |                                                |                                                |                                                |                                                |                                                |                                                | 2                                              |                                                | 1                                              |                                                |                                                |                                                |                                                | 1                                              |                                                | 1                                              | 1                                              |                                                |                                                | 6                                              |
| Кошарка                                        |                                                |                                                |                                                |                                                |                                                |                                                |                                                |                                                |                                                |                                                |                                                |                                                |                                                |                                                |                                                |                                                |                                                | 1                                              | 1                                              | 2                                              |
| Мачевање                                       |                                                |                                                |                                                | 1                                              | 1                                              | 1                                              | 1                                              | 2                                              | 1                                              | 1                                              | 1                                              | 1                                              |                                                |                                                |                                                |                                                |                                                |                                                |                                                | 10                                             |
| Модерни петобој                                |                                                |                                                |                                                |                                                |                                                |                                                |                                                |                                                |                                                |                                                |                                                |                                                |                                                |                                                |                                                | 1                                              | 1                                              |                                                |                                                | 2                                              |
| Одбојка и одбојка на песку                     |                                                |                                                |                                                |                                                |                                                |                                                |                                                |                                                |                                                |                                                |                                                |                                                |                                                |                                                |                                                | 1                                              | 1                                              | 1                                              | 1                                              | 4                                              |
| Пливање 1                                      |                                                |                                                |                                                |                                                | 4                                              | 4                                              | 4                                              | 4                                              | 4                                              | 4                                              | 4                                              | 4                                              |                                                |                                                | 1                                              | 1                                              |                                                |                                                |                                                | 34                                             |
| Рвање                                          |                                                |                                                |                                                |                                                |                                                |                                                | 2                                              | 2                                              | 3                                              |                                                | 2                                              | 2                                              |                                                | 2                                              | 2                                              | 3                                              |                                                |                                                |                                                | 18                                             |
| Рукомет                                        |                                                |                                                |                                                |                                                |                                                |                                                |                                                |                                                |                                                |                                                |                                                |                                                |                                                |                                                |                                                |                                                |                                                | 1                                              | 1                                              | 2                                              |
| Синхроно пливање 1                             |                                                |                                                |                                                |                                                |                                                |                                                |                                                |                                                |                                                |                                                |                                                |                                                |                                                |                                                | 1                                              |                                                |                                                | 1                                              |                                                | 2                                              |
| Скокови у воду 1                               |                                                |                                                |                                                |                                                | 1                                              | 1                                              | 1                                              | 1                                              |                                                |                                                |                                                | 1                                              |                                                | 1                                              |                                                | 1                                              |                                                | 1                                              |                                                | 8                                              |
| Софтбол                                        |                                                |                                                |                                                |                                                |                                                |                                                |                                                |                                                |                                                |                                                |                                                |                                                |                                                |                                                |                                                | 1                                              |                                                |                                                |                                                | 1                                              |
| Стони тенис                                    |                                                |                                                |                                                |                                                |                                                |                                                |                                                |                                                |                                                |                                                |                                                | 1                                              | 1                                              |                                                |                                                |                                                | 1                                              | 1                                              |                                                | 4                                              |
| Стреличарство                                  |                                                |                                                |                                                |                                                | 1                                              | 1                                              |                                                |                                                | 1                                              | 1                                              |                                                |                                                |                                                |                                                |                                                |                                                |                                                |                                                |                                                | 4                                              |
| Стрељаштво                                     |                                                |                                                |                                                | 2                                              | 2                                              | 2                                              | 2                                              | 1                                              | 2                                              | 1                                              | 2                                              | 1                                              |                                                |                                                |                                                |                                                |                                                |                                                |                                                | 15                                             |
| Теквондо                                       |                                                |                                                |                                                |                                                |                                                |                                                |                                                |                                                |                                                |                                                |                                                |                                                |                                                |                                                | 2                                              | 2                                              | 2                                              | 2                                              |                                                | 8                                              |
| Тенис                                          |                                                |                                                |                                                |                                                |                                                |                                                |                                                |                                                |                                                |                                                | 2                                              | 2                                              |                                                |                                                |                                                |                                                |                                                |                                                |                                                | 4                                              |
| Триатлон                                       |                                                |                                                |                                                |                                                |                                                |                                                |                                                |                                                |                                                |                                                |                                                |                                                | 1                                              | 1                                              |                                                |                                                |                                                |                                                |                                                | 2                                              |
| Фудбал                                         |                                                |                                                |                                                |                                                |                                                |                                                |                                                |                                                |                                                |                                                |                                                |                                                |                                                |                                                |                                                | 1                                              |                                                | 1                                              |                                                | 2                                              |
| Хокеј на трави                                 |                                                |                                                |                                                |                                                |                                                |                                                |                                                |                                                |                                                |                                                |                                                |                                                |                                                |                                                |                                                |                                                | 1                                              | 1                                              |                                                | 2                                              |
| Џудо                                           |                                                |                                                |                                                | 2                                              | 2                                              | 2                                              | 2                                              | 2                                              | 2                                              | 2                                              |                                                |                                                |                                                |                                                |                                                |                                                |                                                |                                                |                                                | 14                                             |
| Затварање                                      |                                                |                                                |                                                |                                                |                                                |                                                |                                                |                                                |                                                |                                                |                                                |                                                |                                                |                                                |                                                |                                                |                                                |                                                |                                                |                                                |
| Август                                         | 06                                             | 07                                             | 08                                             | 09                                             | 10                                             | 11                                             | 12                                             | 13                                             | 14                                             | 15                                             | 16                                             | 17                                             | 18                                             | 19                                             | 20                                             | 21                                             | 22                                             | 23                                             | 24                                             | G                                              |
|                                                | Сре                                            | Чет                                            | Пет                                            | Суб                                            | Нед                                            | Пон                                            | Уто                                            | Сре                                            | Чет                                            | Пет                                            | Суб                                            | Нед                                            | Пон                                            | Уто                                            | Сре                                            | Чет                                            | Пет                                            | Суб                                            | Нед                                            | У                                              |

## Земље учеснице
| Списак земаља учесница | Списак земаља учесница | Списак земаља учесница | Списак земаља учесница |
| --- | --- | --- | --- |
| 1. Авганистан (4) 2. Албанија (11) 3. Алжир (56) 4. Америчка Девичанска Острва (5) 5. Америчка Самоа (4) 6. Андора (5} 7. Ангола (32} 8. Антигва и Барбуда (5} 9. Аргентина (132} 10. Аруба (2} 11. Аустралија (433} 12. Аустрија (72} 13. Азербејџан (39} 14. Бахаме (19} 15. Брунеј (15} 16. Бангладеш (5} 17. Барбадос (6} 18. Белорусија (181} 19. Белгија (96} 20. Белизе (3} 21. Бенин (5} 22. Бермуди (6} 23. Бутан (2} 24. Боливија (7} 25. Босна и Херцеговина (5} 26. Боцвана (12} 27. Бразил (277} 28. Британска Девичанска Острва (2} 29. Бугарска (72} 30. Буркина Фасо (6} 31. Бурунди (3} 32. Вануату (3) 33. Венецуела (109) 34. Вијетнам (21) 35. Габон (4} 36. Гамбија (3} 37. Гана (9} 38. Гвајана (5} 39. Гватемала (12} 40. Гвинеја (5} 41. Гвинеја Бисао (3} 42. Гернзи (9} 43. Грузија (35) 44. Грчка (159) 45. Гвам (5) 46. Данска (84) 47. Демократска Република Конго (5) 48. Доминика (2) 49. Доминиканска Република (25) 50. Египат (103) 51. Еквадор (25) | 1. Екваторијална Гвинеја (3) 2. Салвадор (11) 3. Еритреја (9) 4. Естонија (47) 5. Етиопија (35) 6. Замбија (8)} 7. Зеленортска Острва (2) 8. Зимбабве (13) 9. Израел (43) 10. Индија (57) 11. Индонезија (24) 12. Ирак (4) 13. Иран (55) 14. Ирска (54) 15. Исланд (28) 16. Источни Тимор (2) 17. Италија (344) 18. Јамајка (50) 19. Јапан (351) 20. Јемен (5) 21. Јерменија (25} 22. Јордан (7) 23. Јужна Кореја (267) 24. Јужноафричка Република (136) 25. Казахстан (132) 26. Кајманска Острва (4) 27. Камбоџа (4) 28. Камерун (33) 29. Канада (332) 30. Катар (22) 31. Кенија (56) 32. Кина (639) 33. Кинески Тајпеј (80) 34. Кипар (17) 35. Киргистан (21) 36. Кирибати (2) 37. Колумбија (64) 38. Комори (3) 39. Конго (5) 40. Костарика (8) 41. Кукова Острва (4) 42. Куба (149) 43. Кувајт (6) 44. Лаос (4) 45. Лесото (4) 46. Летонија (50) 47. Либан (5) 48. Либерија (3) 49. Либија (7) 50. Литванија (71) 51. Лихтенштајн (2) | 1. Луксембург (12) - Мауританија - Маурицијус - Мадагаскар - Северна Македонија (7) - Малави - Малдиви - Малезија - Мали - Малта (6) - Мароко - Маршалска Острва (5) - Мексико - Мјанмар - Микронезија - Мозамбик - Молдавија - Монако - Монголија - Намибија - Науру - Немачка - Непал - Нигер - Нигерија - Никарагва - Нови Зеланд - Норвешка - Обала Слоноваче - Оман - Пакистан - Палау - Палестина - Панама - Папуа Нова Гвинеја - Парагвај - Перу - Пољска - Португалија (77) - Конго - Румунија - Руанда - Русија - Сједињене Америчке Државе - Самоа - Сан Марино (4) - Сао Томе и Принсипе - Саудијска Арабија - Свазиленд - Света Луција (4) | - Сент Винсент и Гренадини - Сент Китс и Невис - Сејшели - Сенегал - Сијера Леоне - Сингапур - Сирија - Словачка - Словенија (62) - Соломонова Острва - Сомалија - Шри Ланка - Србија (92) - Судан - Суринам - Тајланд - Танзанија - Таџикистан - Того - Тонга - Тринидад и Тобаго - Тувалу (3) - Тунис - Туркменистан - Турска - Уганда - Узбекистан - Уједињена Арапска Република - Уједињено Краљевство - Украјина - Уганда - Уругвај - Филипини - Финска - Фиџи - Француска - Хаити - Холандија - Холандски Антили - Хондурас - Хонгконг - Хрватска (105) - Централноафричка Република - Црна Гора (19) - Чад - Чешка - Чиле - Џибути - Швајцарска - Шведска - Шпанија |

### Промене у односу на Олимпијске игре 2004.
Национални олимпијски комитети Маршалских Острва и Тувалуа су постали чланице МОК-а 2006, односно 2007. године и учествовале су на овим играма.
Србија и Црна Гора, које су на Олимпијским играма 2004. учествовале заједно као Србија и Црна Гора, од ових игара ће се такмичити одвојено. Црногорски олимпијски комитет је примљен у чланство МОК-а 2007.
Северна Кореја и Јужна Кореја су водиле разговоре о могућности слања заједничкој тима на Олимпијске игре 2008, али је предлог пропао због неслагања два национална комитета о бројчаном односу спортиста из те две државе.

## Медаље
| Ранг                                               | Држава               |    |    |    |     |
| -------------------------------------------------- | -------------------- | -- | -- | -- | --- |
| 1                                                  | Кина                 | 51 | 21 | 28 | 100 |
| 2                                                  | САД                  | 36 | 38 | 36 | 110 |
| 3                                                  | Русија               | 23 | 21 | 28 | 72  |
| 4                                                  | Уједињено Краљевство | 19 | 13 | 15 | 47  |
| 5                                                  | Немачка              | 16 | 10 | 15 | 41  |
| 6                                                  | Аустралија           | 14 | 15 | 17 | 46  |
| 7                                                  | Јужна Кореја         | 13 | 10 | 8  | 31  |
| 8                                                  | Јапан                | 9  | 6  | 10 | 25  |
| 9                                                  | Италија              | 8  | 10 | 10 | 28  |
| 10                                                 | Француска            | 7  | 16 | 17 | 40  |
| Десет првопласираних земаља закључно са 24.08.2008 |                      |    |    |    |     |

## Маскоте
|  |  |  |  |  |